# Holzmehl

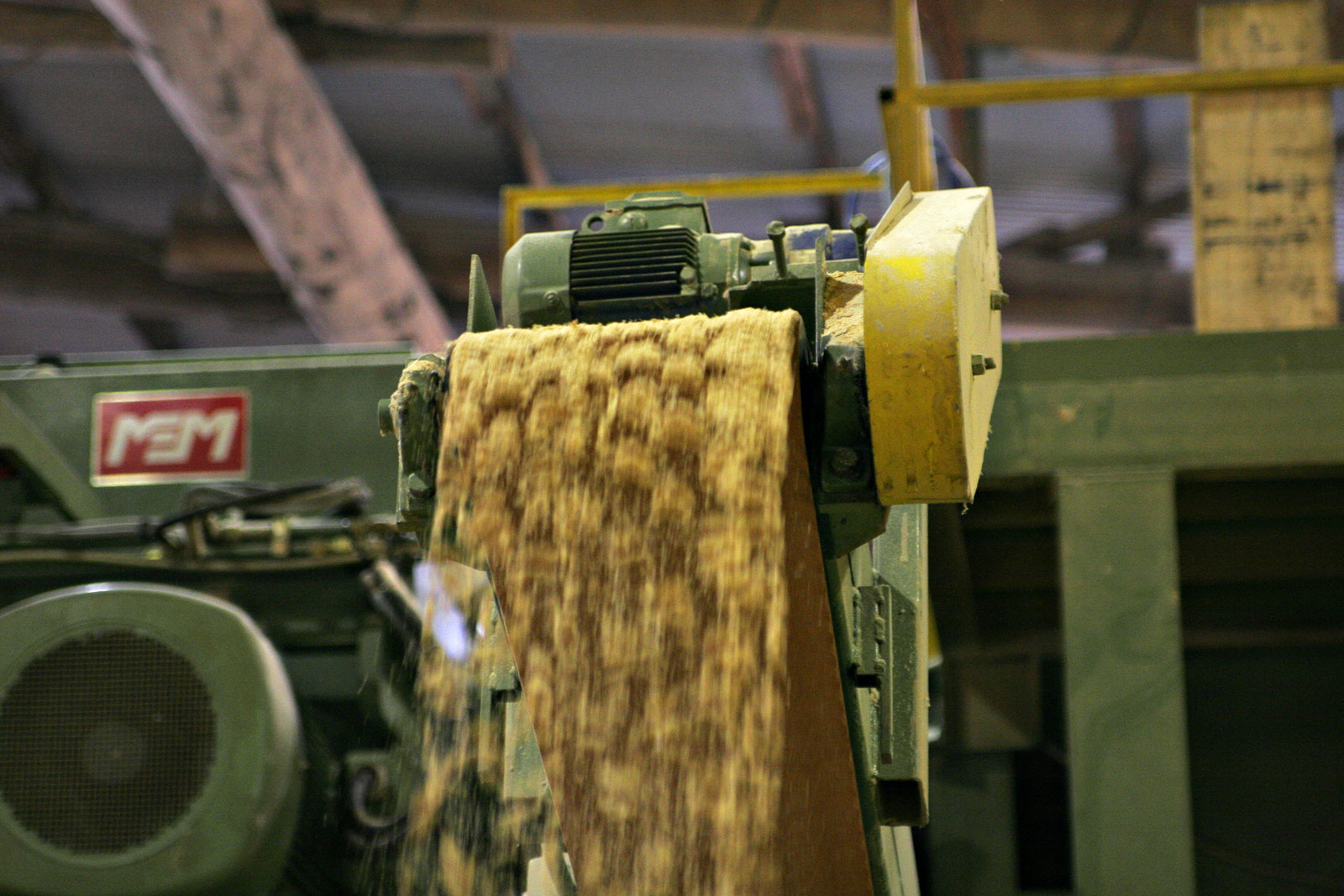
Abtransport von Sägemehl in einem Sägewerk

Holzmehl (oder „Sägescharten“ [Sogschoartn] in Österreich) fällt überwiegend als Schleifstaub beim Schleifen von Holz an. Es kann auch durch Zermahlen bzw. Zerfasern von Holz oder Nebenprodukten der Holzverarbeitung gewonnen werden. Je nach Feinheit des Sägeblatts entstehen beim Sägen von Holz sowohl Sägespäne als auch Sägemehl. Das feine Holzmehl kann durch Sieben abgetrennt werden. Beim Fräsen entstehen überwiegend Späne.
Ebenfalls als Holzmehl bezeichnet werden die feinen Holzpartikel, die holzbewohnende Organismen beim Anlegen von Bohrgängen aus dem Holz befördern.

## Qualität
Hochwertiges Holzmehl wird in der Regel aus Harthölzern hergestellt, niedrigere Qualitäten aus Weichhölzern wie Kiefernholz oder Tannenholz. Je kleiner die Korngrößen sind, desto geringer wird der Einfluss der Holzart. Wichtig für die Weiterverarbeitung sind der Wasser- und Aschegehalt sowie der Anteil an Harzen, Fetten und Wachsen.

## Zusammensetzung
Die Holzmehle entsprechen in ihrer Zusammensetzung weitgehend der des Holzes und enthalten Alpha-Cellulose (bis 55 %), Hemicellulose (bis 25 %), Lignin (bis 30 %), Wasser (bis 6 %) und Mineralstoffe sowie Wachse und Fette.

## Verwendung
Zunehmend wird Holzmehl zur Produktion von Holzfaserplatten und von Holzpellets zu Heizungszwecken verwendet.
Holzmehl ist seit Anfang des 20. Jahrhunderts ein wichtiger Grundstoff für die Linoleum-Produktion und diente als Füllstoff bei der Herstellung von Bakelit sowie gröberen Verbundwerkstoffen wie Holzbeton und Holzestrich.
Seitdem stagnierte die Nutzung von Holzmehl als Rohstoff für Bauprodukte, bis in jüngerer Zeit neue Holz-Kunststoff-Verbundwerkstoffe (WPC) entwickelt wurden. Der Holzmehlanteil kann bis zu 80 % betragen, als Bindemittel dient oft Polypropylen. Das Gemisch kann in der Regel mit Formgebungsverfahren der Kunststofftechnik (Extrusion, z. T. auch Spritzguss) verarbeitet werden und dennoch eine holzartige Optik behalten.
Traditionell wird Holzmehl als Zusatzstoff bei der Herstellung von Sprengstoffen eingesetzt. In der Gießereitechnik wird Holzmehl in Formsand gemischt.
Zum Räuchern von Wurstwaren, Schinken, Fisch und Käse wird bevorzugt Buchenholzmehl eingesetzt, das frei von Holzschutzmitteln oder Pestiziden sein muss.
Wegen seiner Saugfähigkeit wird Holzmehl als Einstreu in der Tierhaltung verwendet. Einige Tiere sind in der Lage, Holzzellulose zu verdauen. Es muss gewährleistet sein, dass schadstofffreies und ungiftiges Holz verwendet wird. Eibenholz beispielsweise kann zu Vergiftungen führen.
Bois Durci ([bwa dyʀsiː], französisch für „gehärtetes Holz“) war ein natürlicher Kunststoff aus Holzmehl und Ochsenblut, der bis in die 1920er-Jahre für dekorative Gebrauchsgegenstände verwendet wurde.
Mit Quarzsand und Pigmenten vermischt sowie mit Magnesiazement (Sorelzement) gebunden wird Holzmehl als fugenloser „Hartsteinbodenbelag“ verwendet. Im 20. Jahrhundert waren derartige Holzsteinböden auch unter der Bezeichnung „Steinholz“ bzw. „Xylolith“ als kostengünstige, hygienische und pflegeleichte Alternative zum Holzparkett in Schulen, Heimen und Spitälern verbreitet. Auch Fußböden in Bauhaus Dessau wurden aus dem damals modernen „Steinholz“ hergestellt.

## Entflammbarkeit
Holzmehl in Staubkorngröße kann in Luft verteilt eine Mischung ergeben, die bei Zündung als Staubexplosion abbrennt. Durch die große Oberfläche des feinstkörnigen Holzstaubs wird die Verbrennungsreaktion zum explosiven Verlauf beschleunigt.